# Probosca nigra
Probosca nigra es una especie de coleóptero de la familia Oedemeridae.

## Distribución geográfica
Habita en Sudáfrica.